# Gerard Huerta
Gerard Huerta (Los Angeles, 1952) és un tipògraf i dissenyador gràfic nord-americà, graduat a l'Art Center College of Design.
Va començar treballant per CBS Records, on va dissenyar portades de discos i logotips per a nombrosos artistes com Ted Nugent, The Isley Brothers, Blue Öyster Cult i Boston. També va dissenyar i actualitzar logotips d'empreses, com el de Nabisco o Pepsi Cola. Segurament el seu treball més conegut és el logotip del grup musical AC/DC, que va dissenyar el 1977.
La seva il·lustració per a la coberta de l'àlbum Chicago XIV (projecte artístic dirigit per John Berg) del grup musical Chicago, es conserva a la col·lecció permanent del Museu d'Art Modern de Nova York.